# Janet Abu-Lughod
Janet Lippman Abu-Lughod (ur. 3 sierpnia 1928 w Newark (New Jersey), zm. 14 grudnia 2013 w Nowym Jorku) – amerykańska socjolog zajmująca się socjologią miasta, jedna z czołowych badaczy tzw. teorii systemów-światów.

## Życiorys
Absolwentka Uniwersytetu Chicagowskiego i University of Massachusetts Amherst. Wykładała na University of Illinois, Amerykańskim Uniwersytecie w Kairze, Smith College i Northwestern University. W latach 1987–1998 profesor w New School for Social Research w Nowym Yorku. Należała do grupy amerykańskich uczonych (obok Immanuela Wallersteina, którzy w swej pracy naukowej, podjęli się badania zagadnień tzw. teorii systemów-światów.

## Wybrane publikacje
- Cairo: 1001 Years of the City Victorious, Princeton University Press 1971, ISBN 978-0-691-03085-2.
- Race, Space, and Riots in Chicago, New York, and Los Angeles,  Oxford University Press. 2007, ISBN 978-0-19-532875-2.
- New York, Chicago, Los Angeles: America's Global Cities, University of Minnesota Press. 2000, ISBN 978-0-8166-3336-4.
- Before European Hegemony: The World System A.D. 1250-1350, Oxford University Press. 1991, ISBN 978-0-19-506774-3.
- Changing Cities: Urban Sociology, Harpercollins College Div. 1991, ISBN 978-0-06-040138-2.
- Rabat, Urban Apartheid in Morocco. Princeton Studies on the Near East, Princeton University Press. 1981, ISBN 978-0-691-10098-2.

## Wybrane publikacje w języku polskim
- Europa na peryferiach. Średniowieczny system-świat w latach 1250–1350, przeł. Arkadiusz Bugaj, Kęty: Wydawnictwo Marek Derewiecki 2012.